# Charles Dollfus (aéronaute)
Pour les articles homonymes, voir Dollfus.
Ne doit pas être confondu avec Charles Dollfus.
Charles Dollfus est un aéronaute et historien français, ancien conservateur du Musée de l'aéronautique de Meudon, né le 31 mars 1893 dans le 8e arrondissement de Paris et mort le 3 juillet 1981 à Neuilly-sur-Seine.

## Biographie
Il a consacré sa vie entière à l'aéronautique. Intéressé dès l'enfance aux choses de l'air, il effectue sa première ascension en ballon en 1911. En 1913, il acquiert le brevet de pilote de ballon. En 1917, il est pris comme engagé spécial bénévole dans la Marine où il sert comme pilote de ballon. En 1918, il obtient son brevet militaire de pilote de dirigeable. 
En 1919, chargé de créer le musée de l'Air, le général Auguste Édouard Hirschauer lui demande de bien vouloir s'occuper des collections et de la partie historique du Conservatoire des matériels aéronautiques. En 1927, ce dernier lui laisse la responsabilité du musée de l'aéronautique installé à Meudon. De 1936 à 1944, une partie des collections est mise en place dans une grande salle du nouveau Ministère de l'Air, boulevard Victor. 
Le musée de l'Air entre petit à petit en possession, grâce à lui, d'un très grand nombre de faïences, estampes, bibelots, mobiliers, qui constituent au fil des années une collection unique au monde. Il est aussi le grand spécialiste des débuts des sports mécaniques: en contemporain des pionniers, il sait tirer parti de sa situation pour recueillir les précieux témoignages des débuts de l'aviation. Il se bat afin de trouver un emplacement digne d'accueillir les collections exceptionnelles qu'il arrive à amasser. En 1958, atteint par la limite d'âge, il est obligé de se retirer. Il a la consolation de voir, en cours de réalisation, l'installation au Bourget d'un grand musée de l'Air. 
Il est en même temps un historien aéronautique passionné et créatif: un certain nombre de ses ouvrages figurent en première place de l'histoire de l'aviation. Son engouement pour l'aérostation, qui l'a entraîné dès 1911 vers les ballons, ne le quitte pas et il fait des ascensions jusqu'en 1978. Il pratique tous les sports aériens en pilote ou en passager et est le premier passager français à effectuer la double traversée de l'Atlantique sud à bord du Graf Zeppelin. Tout au long de sa vie, il est le témoin d'une passion fervente et créatrice mise au service de l'aviation et de son histoire. Enfin, il cède en 1978 au musée de l'Air, sa collection personnelle d'objets aéronautiques, l'une des plus importantes existant au monde. 
Il est le petit-fils de l'industriel Jean Dollfus et le père de l'astronome Audouin Dollfus.

## Sélection de publications
- Collection « L'Année aéronautique », 1919 à 1939.
- Histoire de l'aéronautique, en collaboration avec Bouché, 1932.
- Avec Edgar de Geofroy, Histoire de la locomotion terrestre, tomes 1 et 2, Paris, éd L’illustration, 1935.
- En Ballon, Éditions France-Empire, Paris, 1962, prix Auguste Furtado de l'Académie française en 1963.